# J. C. Ramírez
Juan Carlos Ramírez (né le 16 août 1988 à Managua, Nicaragua) est un lanceur droitier de la Ligue majeure de baseball.

## Carrière
J. C. Ramírez signe son premier contrat professionnel en 2005 avec les Mariners de Seattle. Alors qu'il évolue en ligues mineures, Ramírez est, avec le lanceur droitier Phillippe Aumont et le voltigeur Tyson Gillies, l'un des trois joueurs d'avenir que les Mariners échangent aux Phillies de Philadelphie pour acquérir le lanceur gaucher étoile Cliff Lee.
Ramírez fait ses débuts dans le baseball majeur avec les Phillies le 23 juin 2013.
Après avoir lancé pour Philadelphie en 2013, il dispute 12 matchs en 2015 pour les Diamondbacks de l'Arizona, qui l'échangent aux Mariners de Seattle. Il apparaît dans 8 rencontres des Mariners pour terminer l'année.
Il est mis sous contrat par les Reds de Cincinnati le 25 novembre 2015. Il partage la saison 2016 entre les Reds et les Angels de Los Angeles, qui le réclament au ballottage le 26 juin 2016.